# Hans Staininger
Hans Staininger (? – 28. rujna 1567.), gradonačelnik mjesta Braunau na Innu, a poznat je po svojoj dugoj bradi od gotovo dva metra.
Prema legendi, dok je bježao od vatre, Staininger se spotaknuo preko brade te je slomio vrat i na kraju umro. No taj događaj nikad nije povijesno dokazan, ali je poznato da je nakon njegove smrti njegova brada spremljena kao relikt obitelji. Od 1911., brada i ostale stvari se čuvaju u "Bezirksmuseumu".

## Vanjske poveznice
|  | Zajednički poslužitelj ima još gradiva o temi Hans Staininger |

- Austrijska nacionalna knjižnica